# Medicopter 117
Medicopter 117 (tyska: Medicopter 117 – Jedes Leben zählt) är en tysk-österrikisk actionserie om en räddningshelikopter.
I actionserien Medicopter 117 är besättningsmedlemmarna på en räddningshelikopter alltid i rörelse när det gäller att hjälpa människor och rädda människor i nöd. Uppdragen kan vara mycket dramatiska, men kompetensen och mycket energi hjälper alltid besättningen att hitta en lösning.
Det första avsnittet sändes den 11 januari 1998 på RTL och ORF 1. Sista avsnittet sändes 2007.